# Hospital d'En Clapers

L'Hospital d'En Clapers, situat als extramurs de València vora el camí de sant Julià, amb una capacitat de 18 llits,  va nàixer gràcies a la voluntat testamentària de Bernat de Clapers, qui a més, va manar construir entre altres dependències un altar dedicat a santa Maria i el va dotar amb dues capellanies; va morir sense descendència directa, el 23 de setembre de 1311, tal com consta al Llibre de Clàusules de la Catedral de València:
| «                                                                                  | (IX kalendas octobris). Obiit dominus Bernardus deç Clapés, et instituit duplam in festo sancti Bartolomei, et sunt .LX. solidi, quos debet solvere hospitalarius hospitalis dicti defuncti, ratione clausulam testamenti. | » |
| — Arxiu de la Catedral de València, Llibre de Clàusules, sign. 156-bis, fol. XXXII | |   |

Bernat de Clapers va testar cinc dies abans de morir davant del notari de València Pere Ferrer, i el testament es va fer públic el 26 de setembre de 1311, tres dies després del decés; en ell es nomenaven marmessors el noble Enric de Quintavall, el Jutge de la Curià del rei, Guillem de Jaffer, i el ciutadà de València Bertomeu Saranyó. La clàusula principal deia:
| « | Volo et mando quod inconlinenti post obitum meum instituatur et aedificetur quoddam Hospitale in Censuali meo, quod emi ad Espanyol de Cerbeto, sito in itinere Sancti Juliani, quod Hospitale adornetur in perpetuum de pannis lecti, el als, quae ibi fuerint necessaria, juxta facultates dicti Hospitalis; el quod in eodem Hospitali procurentur el provideantur Infirmi Pauperes Christi ex omnibus eorum necessitaibus... Quod quidem Hospitale volo vocari el nominari Beatae Mariae. | » |

També va ordenar, que els marmessors testamentaris, després de la mort de la seva dona, Maria Samorera, que va ser assignada de per vida la primera regidoria de l'hospital, nomenaren un «spitaler digne de fe» que assumira la direcció i administració d'aquell, tenint cura que els malalts estigueren ben atesos, i que reberen les assignacions de 400 sous, corresponents els dos sacerdots encarregats de celebrar missa en ell, així com que el metge que visitara els pobres hospitalitzats rebera 50 sous. A més, després de la mort dels seus marmessors, era voluntat de Bernat de Clapers que foren els Jurats de València, qui triaren, i exigiren rendició de comptes dos vegades per any, a l'hospitaler, a qui podrien rellevar del càrrec si ho consideraven oportú. També, el fundador confia a perpetuïtat la tutela de l'hospital al govern col·legiat de l'urbs. Destaca com a institució laica, sota l'exclusiva tutela de l'autoritat municipal, i sense més presència eclesiàstica en ell que la dels dos sacerdots beneficiats encarregats de celebrar missa als malalts. La condició social del fundador no va haver de ser aliena a aquestes característiques. Bernat de Clapers va ser un burgès de València, un distingit ciutadà honrat que, per
salvació de la seva ànima va instituir l'hospital.

Mig segle després del fet fundacional, un interessant document municipal el recordava. El 1364, al Consell de València, a propòsit de certs problemes que afectaven directament el 
| «                                                                                             | spital per l'onrat En Bernat dez Clapers, quoendam ciutada de Valencia, construit e edefficat en lo camí de sent Julia de Valencia, la administració del qual, per lo dit En Bernat és stada donada e lexada en son testament als honrats jurats de la ciutat de Valencia qui són, o per temps seran | » |
| — Arxiu Municipal de València, Manuals de Consell, A-14, fols. 38 vº - 39 (1364, octubre, 15) | |   |

.
Els consellers van acordar prendre mesures per posar-hi remei, tenint en compte la confiança dipositada pel fundador a les autoritats urbanes car era just interessar-se pel bé de la institució:
| «                                                                                             | cor, considerada la fe e confiança que.l dit honrat En Bernat dez Clapers mostra haver en los jurats de la dita ciutat, consonant és a rahó e.s pertany que.ls dits honrats jurats e consell li reten lur deute e facen | » |
| — Arxiu Municipal de València, Manuals de Consell, A-14, fols. 38 vº - 39 (1364, octubre, 15) | |   |

Els Jurats de València, van exercir el patronatge i administració d'aquell al llarg dels dos segles d'existència, tal com consta, per exemple, el nomenament de Joan de Celma:
| «                                                                                               | Iohannes de Celma, civis Valentie, hospitalarius seu administrator et procurator hospitalis appellati vulganter d'En Clapers in suburbio dicte civitatis constructi et bonorum ac rerum ipsius hospitalis ad hec per honorabiles iuratos eiusdem civitalis, ut patronos el generales administratores dicti hospitalis, ordinatus... | » |
| — Arxiu Municipal de València, Notals de Bertomeu de Vilalba, II-4, s. fol.; 1377, decembre, 16 | |   |

Tal com ell va disposar, va ser soterrat a la capella de Sant Bertomeu de la Seu de València, per a la qual va instituir una dobla anual a la festa de l'esmentat sant, que hauria de pagar el espitaler del centre assistencial creat per ell, tal com queda reflectit al Llibre de Clàusules on diu: 
| « | Tem la dobla de sant Bertomeu, paga-la l'espitaler de l'espital d'En Clapés. | » |

Els llibres d'administració de l'hospital d'En Clapers que s'han conservat, constaten el pagament puntual dels 60 sous anuals corresponents a la dobla, així com l'atenció dispensada al lloc on reposaven les restes del fundador, permanentment il·luminat per un llum l'oli que pagava l'administrador d'aquell. A més a més, s'encarregava que s'encengueren ciris i es repartira pa i diners entre els pobres davant la tomba de Bernat dez Clapers el dia de difunts, seguint el costum valencià de llavors.

## L'edifici i el finançament
Aquest hospital medieval apareix contínuament esmentat a tota classe de documentació com als Llibres del Justícia, als Manuals de Consell, a diversos llibres de la Junta de Murs i Valls, etc.
Segons un inventari de béns de 1384 que descriu l’immoble, es tractava d’un sol edifici amb claustre, al qual s'accedia des de l’única porta que existia, prou gran per a passar els carros. Sembla que a la porta hi havia bancs per a seure, i al claustre hi havia un pou i una séquia que el travessava. Al voltant del claustre estaven les estances, dos sales grans per als malalts allotjats amb un total de 34 llits, una de dones i l'altra d'hòmens, més la capella, la cuina i diversos magatzems. Al voltant de l’edifici estaven els horts, un gran i l'altre més menut, travessats per diverses séquies. L'hort, fonamental en un hospital medieval, era on es conreaven plantes medicinals i verdures que fornien d'aliment els malalts i els pobres allotjats. Però l'aliment principal era el pa, i, calia comprar-lo, junt amb el vi, la llenya, medecines, roba, etc. També s'havia de pagar els salaris de metges, preveres, serventes i dides d’alletar els infants abandonats, cosa que es feia mitjançant els ingressos habituals que tenia l’hospital.
Una d'aquestes fonts d'ingressos eren les donacions caritatives, però en ser un hospital laic no eren gens habituals. Una altra font d’ingressos era la venda de les possessions dels difunts a l'hospital; i també diners del govern de la ciutat, però aquestes darreres només es produïen en moments puntuals de necessitat, la quantia més gran dels ingressos venien de les rendes emfitèutiques produïdes per les cases i terres que la institució posseïa a la ciutat de València i per l'horta. Quasi totes les possessions immobles provenien de la donació inicial de Clapers, però és possible que posteriorment el patrimoni de l'hospital fora engrossit per alguna donació puntual.

## L'hospital i Jaume Roig
L'hospital d'En Clapers, del qui va ser administrador i metge entre el 1450 i el 1478 Jaume Roig, va ser el centre sanitari més important de la ciutat durant els segles XIV i XV, el 1486 va administrar-lo Bernat Català.

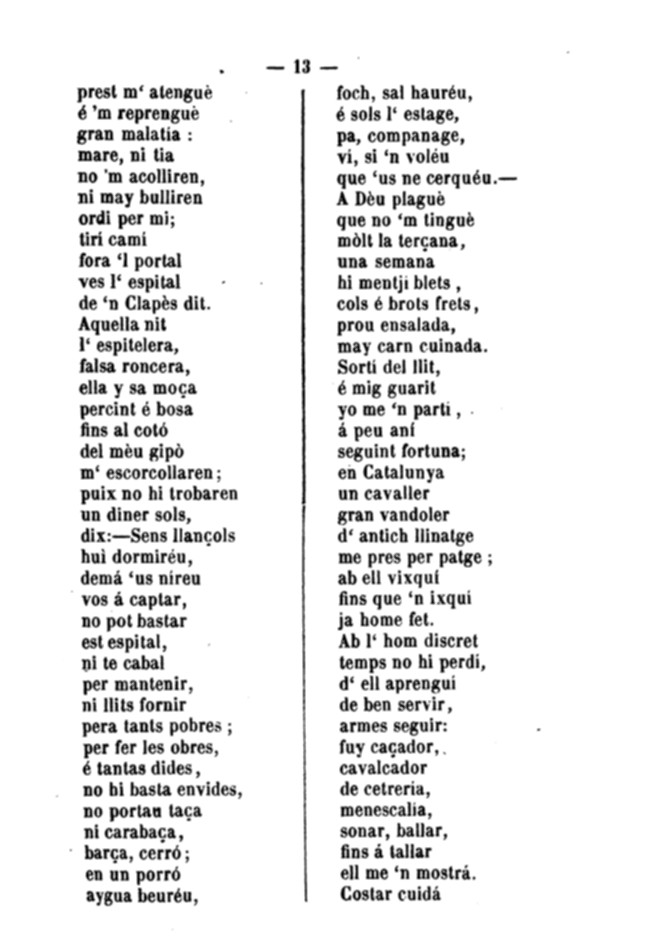
Versos a l'Spill sobre l'estada de Jaume Roig com a malalt, a l'hospital d'En Clapers.

Al Llibre de les dones o Spill conté la narració d'un xicotet episodi en uns quants versos, en què el protagonista i narrador, de ben jove i després de ser expulsat de casa seva per sa mare, acudix a l'Hospital, que al segle xv es trobava immers en una situació prou decadent, on és maltractat per l'hospitalera i la mossa:
| «                   | La gran fretura · prest matengué · é'm reprengué · gran malaltia, · mare, ni tia · no'm acolliren, · ni may bulliren ·ordi per mi, · tirí camí · fora'l portal · ves l'espital · de'n Clapès dit. · Aquella nit · l'espitelera, · falsa roncera, · ella, y sa moça, · percint é bosa · fins al cotó · del mèu gipó · m'escorcollaren, · puix no hi trobaren · un diner sols, · dix; —Sens llançols · hui dormiréu, · demà 'us nireu · vos à captar, · no pot bastar · est espital, · ni te cabal · per mantenir, · ni llits fornir · pera tants pobres, · per fer les obres, · e tantas dides, · no hi basta envides, · no portau taça, · ni carabaça, · barça, cerró, · en un porró · aygua beuréu, · foch, sal hauréu, · é sols l'estage, · pa, companage, · vi, si'n voléu, · que 'us ne cerquéu.— · A Déu plagué · que no'm tingué · mòlt la terçana, · una semana · hi mentjí blets, · cols, é brots frets, · prou ensalada, · may carn cuinada. · Sortí del llit, · é mig guarit, · yo me'n parti · à peu aní · seguint fortuna, · en Catalunya (...) | » |
| — Spill, Jaume Roig | |   |

Antoni Pellicer, cunyat de Roig, el maig de 1450, que aquell mateix any l'havien nomenat conseller pels Jurats Vells, va ser designat pel càrrec d'Administrador d'aquest Hospital, però Pellicer tenia entre mans bastants assumptes empresarials, i l'Administració de l'Hospital, i veia el càrrec com una pèrdua de temps, així que renuncià a fer-se càrrec adduint desconeixement en eixe camp, i per raó de «lurs afers i negocis». Com a substitut proposaren Jaume Roig, que comptava amb suports: a més de Pellicer, el cavaller Baltasar Bou exercia de Jurat, Guerau Bou, Senyor de Callosa, era conseller per Santa Caterina, i al mateix Roig, l'havien triat conseller per Sant Nicolau. Estos suports suposaven també un intercanvi d'interessos. De fet, una volta assumit el càrrec, Roig va encarregar provisions de forment a Guerau Bou per al rebost hospitalari.
Tot just un mes i mig, el metge de l'hospital durant els darrers anys, Ramon de Falchs va finir, fet que va facilitar l'accés de Roig al càrrec. El nomenament es va produir el 27 de juny de 1450, convertint-se al mateix temps a Administrador i en metge d'En Clapers. En aquesta mateixa data va ser també designat com a «desospitador», tasca que pròpia d'aquells professionals que han de dictaminar, principalment per a processos judicials o de recerca, les causes de la defunció per mitjà de les ferides i l'estat del cadàver. Este ofici era nomenament real i s'encarregava dels peritatges sol·licitats pels tribunals de justícia del Regne, amb seu a la ciutat.

La despesa de les anomenades «dides», era un dels pilars fonamentals del pressupost econòmic, tal com assenyala Roig a l'Spill: 
| «                   | Per fer les obres · e tantes dides · no hi basta envides! | » |
| — Spill, Jaume Roig |                                                           |   |

El 29 d'agost del 1450, els Jurats van remetre una carta a Roig, on li recriminaven haver deixat pendent el pagament de jornals a les dides, i aquestes amenaçaren de deixar d'alletar si no es posaven al corrent del degut. Una epidèmia de pesta que fuetejava la Ciutat, i tot apunta que Roig, hauria fugit de València, com varen fer molts ciutadans.
Al mateix 1450, Roig va tornar a ser nomenat Metge Examinador al costat de Joan Vallseguer. Contava llavors amb poc més de 40 anys.
Dos anys després d'assumir En Clapers, formà part com «diputat jove» a l'Hospital dels Innocents, centre considerat durant molt de temps com a primer manicomi d'Europa, perquè estava destinat a atendre els «folls e orats». El Pare Jofré va fer un sermó a la Seu, després de presenciar maltractament en plena via pública d'un discapacitat psíquic.
Al llibre «Becerro», manuscrit de Manuel Calvo narra així les seues paraules del Pare Jofré:
| « | En la present ciutat ha molta obra pia é de gran caritat é sustentació: emperò una n´hi manca, que´s de gran neccessitat, so es un hospital o casa on los pobres innocents é furiosos fossen acollits car molts pobres, innocents é furiosos van per aquesta ciutat, los cuals passen gran desayres de fam e de fret e injures, per tal como sa inocència y furor no saben guanyar ni demanar lo que han menester en sustentació de llur vida, e perço dormen per les carreres e perijen de fam e de fret, e moltes malvades persones no havent Deu devant sa consciencia; los fan moltes injuries e senyaladament allà aon les troven endormits, los nafren y maten y algunes fembres innocents; aconteix aisi mateix que los pobres furiosos fan dany a mòltes persones anant per la ciutat. Aquestes coses son noties a tota la ciutat de València, perquè serià sancta cosa è obra molt sancta que en la ciutat de València fos feta una habitació ó hospital en què semblants folls é innocents estiguessin en tal manera que no anassen per la ciutat ni poguessin fer dany ni els en fos fet. | » |

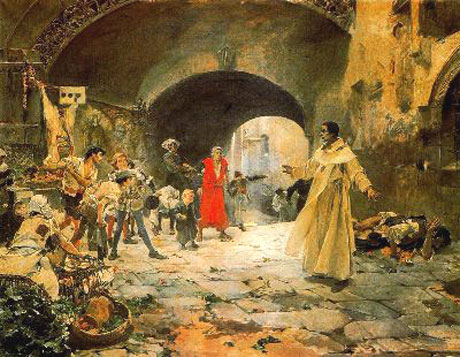
El pare Jofré defensant el foll, quadre de Joaquim Sorolla (1884) (València, Palau de la Generalitat

Després d'escoltar el sermó del Pare Jofré, que va deixar els assistents aclaparats, Llorenç Salóm, un prohom de València, es va sentir impulsat a liderar el projecte de Jofré. Amb el suport de deu altres burgesos - Bernat Andreu, Ferránd García, Francesc Barceló, Joan Armenguer, Pere Çaplana, Joan Dominguez, Esteve Valença, Sanchis Calbo, Pere Pedrera i Pere de Bonía, tots ells comerciants i artesans - van decidir construir un hospital per a malalts mentals. Aquesta iniciativa va suposar un canvi revolucionari en la concepció del boig com a pacient, que els situava en el mateix nivell que qualsevol altre malalt.
Jaume Roig assumiria en el futur la «majordomia», màxim representant de la gestió administrativa i representativa de l'entitat, tots els anys acabats en 9, per altra banda, la responsabilitat mèdica era de Bertomeu Martí.
Als llibres de l'Hospital d'En Clapers, manuscrits per ell, s'aprecia el metòdic i acurat treball administratiu i de gestió que va realitzar el metge. Les seves facultats legals com a Administrador, li permetien un ampli ventall de funcions: la contractació de treballadors i assistents del centre, tasques de localització dels infants abandonats, cobrament de censals, o l'acceptació d'herències deixades a l'Hospital.
Del llarg període de gestió de Roig, que en va abastar més de vint anys, pràcticament fins al final de la seva vida, es conserven a l'Arxiu Municipal de València els Llibres d'Administració dels anys 1452-53, 1460-61 i 1462-63.
L'hospital d'En Clapers va desaparèixer dos-cents anys després de la seva fundació, el 1512, quan la majoria dels hospitals es van tancar, excepte l'Hospital d'En Conill o el d'En Bou, es van fusionar amb el nou Hospital General, mitjançant un decret de Ferran el Catòlic.
A principis dels anys 90 del segle xx, abans de la construcció d'un nou edifici a eixe lloc, la Secció d’Arqueologia de l’Ajuntament de València va excavar aquest l’hospital medieval.

## Assistència infantil a l'Hospital d'En Clapers
L'assistència a xiquets desvalguts era una de les activitats més importants de l'hospital al darrer terç del tres-cents, a partir de l'estudi dels llibres d'administració, tal com consta al capítol de despeses corresponents a «soldats de les dides de les criatures gitades», on s'especifiquen els diners que l'administrador va gastant en cadascuna de les criatures assistides, poc més de vint per terme mitjà a l'any, destinat majoritàriament al pagament de les mares de llet, tal com
consta en els pagaments per alletar nadons fets davant notari.
La comparació d'aquest capítol concret de despeses amb el total de diners desemborsats per l'hospital anualment, és la millor manera de calibrar la importància que tenia l'assistència infantil:
El dispendi hospitalari per criança de xiquets oscil·lava entre el 15 i el 20% del pressupost anual i, per tant, era una activitat important de la institució.
Els epígrafs que antecedeixen al capítol de despeses per aquest concepte ofereixen de vegades una
informació molt completa sobre quin tipus d'atenció es donava als infants.
Per exemple, en els Llibres d'Administració de l'Hospital d'En Clapers de 1396-97 es pot llegir:
| « | Ací són escrites les soldades de les dides qui tenen en comanda les criatures que llancen a l'hospital i donen a mamar a.quells, que no sap hom qui es lur pare, i a.lguns pobres que les mares són malaltes o que no han leyt. | » |
| — Arxiu Municipal de València, Llibres d'Administració de l'Hospital d'En Clapers, 1396-97, fol. 44 r. | |   |

O altre epígraf semblant que diu: 
| « | Haçí són escrits les soldats de dides qui nodreixen els infants que són gitats a l'hospital, que no saben qui és lur pare ni lur mare, he algunes ajudes a.algunes que no han llegit de lurs mars i no han de pagar a la dida que.l te. | » |
| — Arxiu Municipal de València, Llibres d'Administració de l'Hospital d'En Clapers, 1394-95, fol. 48 r. | |   |

## Dues modalitats d'assistència
En la primera modalitat s'encomanava a una dida la criatura deixada a l'hospital, el qual es feia càrrec de les despeses de la criança; s'especifica l'origen dels xiquets atesos: els de pares desconeguts (expòsits) i els de pares sense mitjans per alimentar-los adequadament, que per incapacitat o malaltia de la mare necessitaven els serveis d'una mare de llet. Tot i que no se'n fa esment dels orfes, també rebien aquest mateix tipus d'assistència.
La segona modalitat consistia a ajudar econòmicament la família de la criatura durant la lactància. En aquest cas l'infant no era el protagonista directe de l'ajuda hospitalària sinó els seus familiars, tal com queda reflectit als epígrafs que precedeixen el capítol de despeses específic sobre el particular als Llibres d'Administració:
| « | Ajudes fetes per lo administrador del dit espital a.lgunes persones pobres, les quals volien gitar infants en lo dit espital per ço com no havien ab què.ls poguesen nodrir | » |
| — Arxiu Municipal de València, Llibres d'Administració de l'Hospital d'En Clapers, 1388-89, fol. 72 r. | |   |

La primera modalitat era la més important i generalitzada. Així es demostra als vuit Llibres d'Administració conservats, on es comptabilitzen un total de 67 nenes, 61 nens i 5 sense especificació de sexe, receptors del primer sistema assistencial. Xifra que contrasta amb les 25 famílies ajudades amb la segona modalitat de l'hospital en suport dels acabats de nàixer. Una altra dada ho confirma: l'any administratiu de 1388-89 les despeses per criança de xiquets van ascendir a 2.568,3 sous, dels quals només 70,3 sous van correspondre a ajudes a les famílies, mentre que gairebé la totalitat, es van destinar a la criança xiquets per compte de l'hospital.
Tot i no ser possible saber-ne, dels 137 xiquets a càrrec de l'hospital quants eren expòsits, és significatiu el fet que als Llibres d'Administració, per al·ludir al conjunt de xiquets assistits, s'empre sovint l'expressió, borts de l'espital de un mode indiscriminat,  i amb connotacions pejoratives, car la condició de bort implicava socialment la marginació, quan no el menyspreu.
Possiblement foren majoritàriament fruit de relacions il·lícites, i amb el seu abandonament la família buscaria evitar la condemna social, sobretot per a la mare. L'abandó clandestí de la criatura al costat de l'hospital, o al costat d'una església, com era també freqüent a l'època, podia garantir en certa manera la seva supervivència.
Hom pot trobar una crítica a estes pràctiques per boca d'Eiximenis:
| «                                            | Terçament, és dit homicida aquell qui infant petit posa en loch públich, axí con aquells qui.ls posen en qualque porta con són nat, sens tot altre recapte de vida | » |
| — Lo llibre de les dones, Francesc Eiximenis | |   |

Les circumstàncies i lloc dels abandonaments s'indiquen de vegades als llibres d'administració, gràcies a això sabem que molts xiquets apareixien al costat de l'hospital mateix:
| « | Benvenguda vench a l'espital dimecres, X de juny, que fón gitada a la porta de l'espital en I cabacet ... | » |
| — Arxiu Municipal de València, Llibres d'Administració de l'Hospital d'En Clapers, 1396-97, fol. 46 v. | |   |

L'abandonament d'infants era relativament freqüent. Solien dur cosit a la roba o penjat al coll, un paper on es donaven minsos detalls sobre la criatura; el seu nom, si estava o no batejada... La majoria havien rebut el baptisme, segons les dades dels administradors a les seues anotacions, sobre el contingut dels mateixos:
| «                                                                                                  | -Johan aportà albarà, que ja era batejat. -Digous, XV de ochtubre, gitaran l'espital Iª infanta que vench ab l'albarà que dia que ja era batejada, e que avia nom Violant (...) -La dita Bruneta vench a 'espital a XI de juliol, a ora de prim són, e aportà albarà com ja era bateyada (...) -Catarina vench a l'espital dicmenge, a XXVII de agost, pel matí ans de la alba, i aportà albarà, que ja era batejada (...) -Clara vench a l'espital dicmenge per lo matí a XVII de setembre, i aportà albarà al col, com ja era batejada, e avia nom Clara (...) -Dimecres, VIII de noembre, gitaren l'espital I infant que aportà I albarà, que avia nom Johan. | » |
| — Arxiu Municipal de València, Llibres d'Administració de l'Hospital d'En Clapers, 1394-95 i 96-97 | |   |

També podia ser que la nota que portara la criatura manifestara que no havia estat batejat; en este cas l'administrador l'apadrinava, però es desconeix si en tots els casos:
| «                                                                                                   | Angelina fón gitada a l'espital divendres, XXVIII de agost, e no era batejada, e fiu-la batejar, e fuy compare (...) | » |
| — Arxiu Municipal de València, Llibres d'Administració de l'Hospital d'En Clapers, 1394-95, fol. 57 | |   |

Alguns d'aquests albarans s'han trobat intactes a l'interior dels llibres de comptes, i n'hi ha de breus: «Aquesta criatura és bategada, e a nom Catalina», «Aquesta criatura no és batejada», «Esta criatura no és bategada, mas és primsenyada», i d'altres són més detallats: «Aquesta fadrina a nom Violant, e és bautizada, e és filla de christian e de christiana, e és filla de valencian e de valenciana «Iesus. Aqesta criatura és ya crestiana, hi és fembra, hi a nom Clara; és fylia de bon crestià e de bona crestia. Aje bon recapte, per reverencia de Iesus Christus».

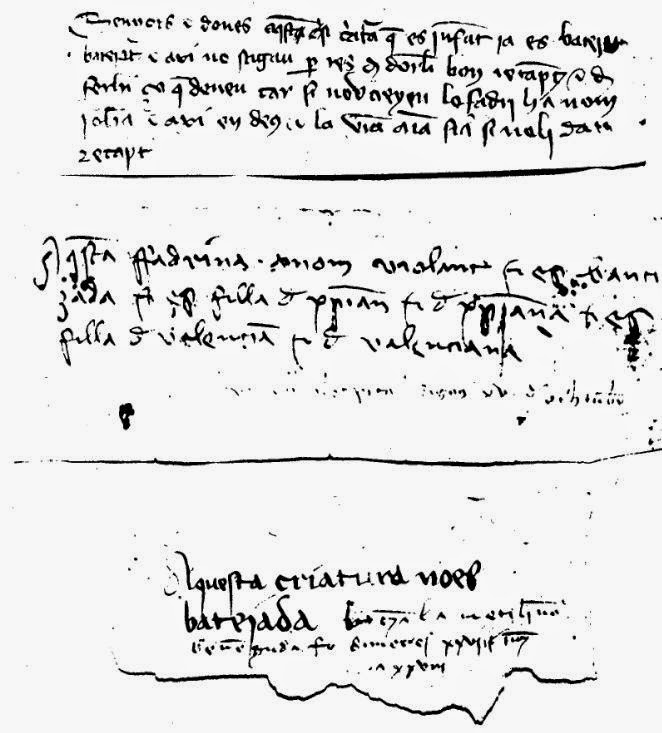
Notes manuscrites del segle XV adjuntes a infants abandonats a l’hospital d’en Clapers. Segona inscripció: «Aquesta fadrina a nom Violant, e és bautizada, e és filla de christian e de christiana, e és filla de valencian e de valenciana»

Si l'expòsit no portava cap nota sobre el seu origen, se li donava un nom i, possiblement, se li administrava el baptisme sota condició, car una repetició d'este sagrament era una ofensa greu a Déu, que podia conseqüències adverses per a la criatura. Jaume Roig relata al seu Llibre de les dones o Spill un cas terrible de càstig diví per repetició conscient del sagrament del baptisme, que acaba amb la mort de l'infant i el suïcidi de la dona responsable del delicte: 
| «                                 | Feren tancar finestres · portes · ab tancaportes · de raç · cortines: · perdius, · gallines, infinits ous, · noscades nous é totes salses, · les dones falses prou ni spletaren, · é concertaren · que fos la dida qui hach parida · la creatura. · Per oradura · pus fort erraren · car hi teraren, · Dèu no tement, · lo sagrament · del Sanct-baptisme; | » |
| — Llibre de les dones, Jaume Roig | |   |

Els orfes de pare i mare eren acollits, especialment si la seva orfandat es produïa per mort del progenitor a l'hospital mateix.
El més freqüent, però, era que els atesos foren orfes només de mare, als qui el pare, sense mitjans, encomanava a l'hospital per a la seua criança. En aquests casos, juntament amb el nom de pila de cada infant se solia col·locar el del progenitor: «Catalina, filla d'En Pasqual Sànxez», etc. 
Naturalment, quan aquestes criatures superaven l'etapa lactant, eren tornades, si bé per raons especials, podia prolongar-se la seua estada a l'hospital; la xiqueta Ússola, després de ser alimentada per l'hospital durant els mesos de febrer-abril de 1389, «fón tornada a sa mare» 

## Dides, metges i curanderes
Per norma, l'hospital no era residència de les criatures, però de vegades, els ex-lactants esperaven a l'hospital fins que els trobaven una família per a viure (afermament) i, per tant, l'hospital d'En Clapers no pot considerar-se un hospici, car tan sols a l'esmentada ocasió els infants tenien residència permanent, tal com es comprova als llibres de comptes: «digous, VIII de abril, XVI malalts, II borts e V missatges, e són per tots XXIII. Costà companatge a tot dia, IIII sous VIII diners».

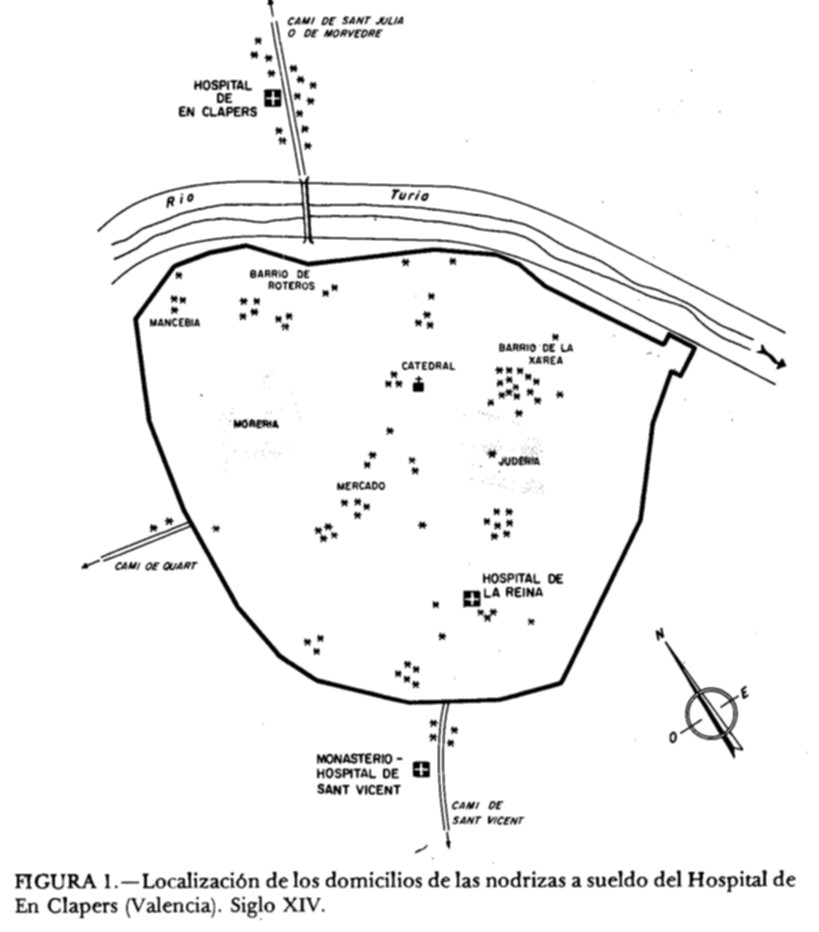
Dides de València de l'Hospital d'En Clapers

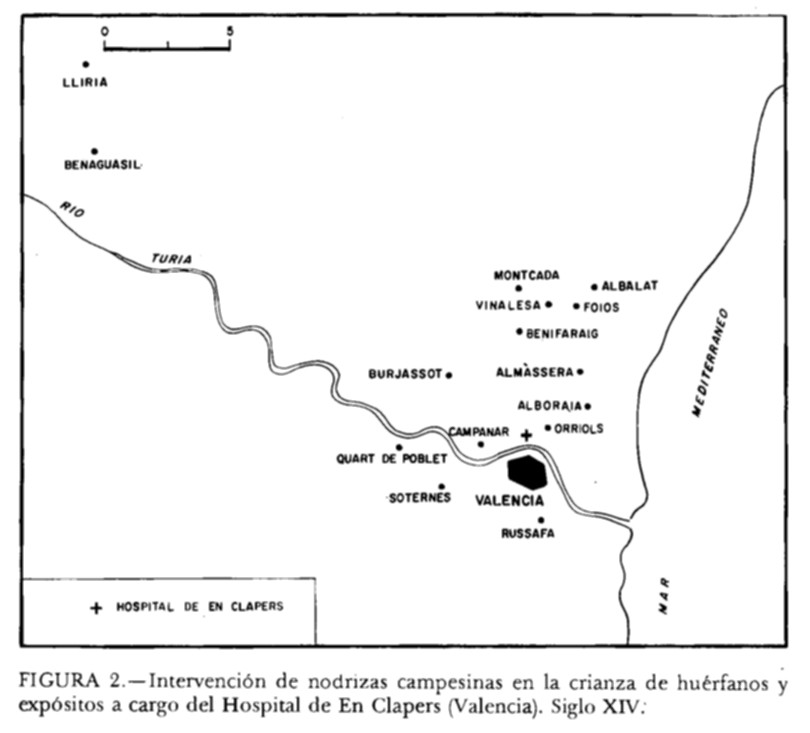
Pobles de les dides de l'Hospital d'En Clapers

La tasca bàsica, doncs, era procurar una adequada alimentació pels lactants, que quasi sempre ingressaven amb menys d'un any i, per tant, el més urgent quan arribava un nou xiquet era buscar-li una mare de llet, i per tal de fer-ho l'administrador utilitzava els servicis d'una corredora amb experiència:«(...) a la corredora que.m mostrà la dita dida, I sou» .
Les dides, després de pactar el jornal s'enduien les criatures al seu propi domicili, excepte en rares ocasions: «Item nos gitaren I nin divendres, a III d'agost, e era malalt, e no trobàvem qui.ls
volgués tenir, e costà de mamantar II sous»; de les despesses per roba i medecines se'n feia càrrec l'hospital: «Item costaren de cosir VIII goneletes per a criatures que tenen les dides, a raó de IIII diners per
goneleta, II sous», i el mateix metge que atenia diàriament els malalts de l'hospital, també ho feia amb els lactants a càrrec de les dides: «Item pres Na Catalina, dida de Peret, dilluns, a VII de dembre, IIII onzes d'exarop de sucre, que li ordonà mestre Jacme Maderes: II sous II (diners)»

Els llibres d'administració mostren, que generalment les dides eren gent humil, així com reflectixen en bastants casos, la localització de la casa de les dides, tant a l'interior del recinte com extramurs, e inclús en pobles de la contornada. La professió de dida era incompatible amb una posició social elevada: 
| «                                                       | La mare de sent Benet tots sos fills volia de sa llet pròpia ella metexa nodrir, no contrastant que era nobla dona e fort generosa, e.ls nodria grosserament per entenció que mills servissen Déu» | » |
| — Lo llibre de les dones, Francesc Eiximenis, pàgina 28 | |   |

Al finalitzar el període d'alletament la dida era qui s'encarregava de desmamar el xiquet o xiqueta, iniciant-lo en l'alimentació a base de sòlids. Acabat el procés el xiquet tornava a l'hospital on li cercaven un destí definitiu fins a la majoria d'edat: «La dita Paula fón desmamada e esta en l'espital»

A més a més, consta la intervenció de metgessas, curanderes que practicaven una medicina popular, pel tractament de malalties infantils molt concretes, com erupcions, hèrnies o inflors, de manera eficaç tal com es manifesta pels administradors als llibres: «Item doné a la metgessa del bort qui esta en l'espital, que era trencat, per empastres, I florí de que.l guarí ab Déu, e.sta bén guarit (...): XI sous», tot i qué Alfons el Benigne l'any 1329, prohibia a les curanderes l'exercici de la medicina, però sí que les permetia tindre cura de xiquets i dones: 
| «                             | Alcuna fembra no ús de medicina, ne de dar bouratges, sotz pena de córrer la vila açotan, mas puxen pensar de infans pochs e de fembres a les quals emperò no donen alcun bouratge. | » |
| — Fur XLIV, Alfons el Benigne | |   |

## Fi de l'etapa de tutela
La tutela hospitalària finalitzava amb la transmissió formal de responsabilitat, bé tornant al si de la seua família si existia o se la coneixia, bé entrant a servir un amo en una família aliena on estarien fins a la majoria d'edat a canvi d'aliment, vestit, recer i protecció, o en el pitjor dels casos amb la mort. Entre les circumstàncies que afavorien l'alta mortalitat, a banda de malalties pròpies del nounat: «Morí a XVII de noembre, per ronya, que ach tanta que.l se'n portà».
Els brots de pesta bubònica, són cronològicament coincidents amb l'augment anormal de defuncions entre els lactants de l'hospital, així com amb la intensificació, també anormal, de criatures lliurades a aquest per a la seva criança. Als llibres d'administració no sempre consta la situació final de cada infant.

## L'acte de fer carta
Les famílies d'acollida de criatures, exercien domini i tutela sobre aquestes. L'hospital i la persona que es feia càrrec de l'infant, xiquet o xiqueta, havien d'arribar a un acord previ, plasmat en una caria o document notarial, sobre les condicions de l'encomanda. Aquest acord a l'escrit és l'acte de fer carta, segons frase freqüent als llibres d'administració, on s'utilitza indistintament expressions com afermar, donar o metre ab senyor, per al·ludir la transferència de responsabilitats sobre criatura de l'hospital a un individu determinat.
De vegades figura al costat de l'administrador, com a cofirmant de la carta d'afermament, el Pare d'orfes de la ciutat, a qui acudien famílies disposades a responsabilitzar-se de criatures òrfenes menors d'edat i proporcionar-los mitjans de subsistència, a canvi de servir-se de la feina fins a la seva emancipació; la citada carta d'afermament es tractava d'una mena de contracte laboral, de servitud i aprenentatge. A les condicions estipulades als contractes d'afermament, la criatura quedava sempre obligada a obeir un amo en tots els seus mandats, i aquest a proporcionar-li menjar, beguda, vestit i calcer, i fins i tot, a vegades, a ensenyar-li un ofici. La data en què finalitzava la tutela, que solia ser entre 14 i 18 anys després de la signatura del document. Sumats aquests als que tindria el nen en aquell moment, sembla que l'emancipació es col·locava al voltant als 20 anys, que els Furs fixaven com la majoria d'edat.
Important també era la part del contracte que establia la quantitat de diners que el responsable del nen es comprometia a lliurar-lo al finalitzar el període de la tutela, i que solia oscil·lar entre els 300 i els 600 sous. Aquesta quantitat constituiria la base econòmica imprescindible per a l'emancipació, i en el cas de les dones, el dot per al seu matrimoni.
Els signants eren pares de família, no sols de la ciutat de València, sinó de llocs com Alboraia, Llíria o Morvedre, però també casades o vídues interessades en xiquetes òrfenes, cercant potser, companyia i ajuda per a les seues tasques domèstiques.
Així mateix, algunes criatures s'entregaren a persones que mancaven de fills, requisit exigit pels Furs de València per poder adoptar algú.

## Ajudes a familiars
Si un nounat tenia familiars o parents, l'administrador de l'hospital no sempre es mostrava disposat a acceptar-ne la criança. Quan aquests, no podien alimentar-lo per manca de mitjans, acudien a la institució amb ànim de transferir-li la responsabilitat sobre aquell, ensopegaven en general amb la resistència de l'administrador, que sabia bé, no només l'elevada despesa que comportava, sinó que molts intents de comanda de lactants no responien a una necessitat real. D'este darrer extrem Jaume Roig, en fa ressò al Llibre de les dones:
| «                                 | Una Alemanya · yo sé tendera, · gran filanera · com les de Silla, · ha parit filla, · es dona pobra · no té que cobra, ·perqué avance · faré la llance · al hospital, · aquesta ay tal · per vos llogada · é ben pagada · lo 'us criará, · com mamará · vos ho veuréu. | » |
| — Llibre de les dones, Jaume Roig | |   |

.
Generalment, s'arribava a un acord entre l'hospital i la família, consistent que s'emportaren de nou al nounat al seu domicili per continuar criant-lo, però rebent d'aquell alguna ajuda amb què poder fer front a les despeses més necessàries. Esta era l'altra modalitat d'assistència infantil, que sol aparèixer en alguns llibres sota un epígraf especial: «Ajudes de alguns infants perquè no els gitassen a l'espital»
L'ajuda, bàsicament, era un recurs de què se servia l'hospital per evitar despeses majors. La responsabilitat de la criança de la criatura encara requeia sobre la família, que en rebia en aquests casos una quantitat de diners equivalents al salari d'una nodrissa durant un o diversos mesos: «Doní en ajuda de I criatura que.ns volien gitar a l'espital, e fón convengut, migançant En Mateu Vilaur, que li pagàsem per I mes, e no per pus avant, XVI sous VI (diners)» ; la destinació de la subvenció hospitalària era la mateixa, variant tan sols la forma de la seva entrega a la dida: indirectament, a través de la família, car era esta, i no el centre, qui devia ocupar-se del lactant. Els receptors de l'ajuda podien ser també persones alienes a la criatura, però responsables d'aquest, ja que del que es tractava era d'impedir que recaiguera sobre l'hospital la tutela directa.
La impossibilitat d'alimentar el lactant, per pobresa, malaltia o mort dels pares, era la causa fonamental d'aquestes ajudes. L'orfandat, finalment, també es presenta com a motiu de les ajudes, unes vegades a favor de persones que s'havien fet càrrec de xiquets sense pares:«(...) en ajuda de una òrfena de pare e de mare, la qual á nom Catalina, e la qual fan nodrir sor Roiça e Na Garcia, per ço que no la gitasen a l'espital (...)» , «(...) en ajuda de I infant orfe de mare e lo pare pobre, lo qual infant nos volien gitar a lo espital, e entrevinent madona de Domingo Corts, fo covençut que, donant-li yo depresent III florins, que lo pare hi daria recapte» 